# سیارک ۶۱۴۸
سیارک ۶۱۴۸ (به انگلیسی: 6148 Ignazgunther، نامگذاری:5119T-3) شش هزار و صد و چهل و هشتمین سیارک کشف شده‌است که در ۱۶ اکتبر ۱۹۷۷ کشف شد.
قدر مطلق سیارک برابر ۱۳٫۶۰ است.